# Hosur, Hassan
Hosur là một làng thuộc tehsil Hassan, huyện Hassan, bang Karnataka, Ấn Độ.